# Paulo Pedroso
Paulo José Fernandes Pedroso, né le 28 mai 1965 à Aveiro, est un homme politique portugais membre du Parti socialiste (PS). Il est ministre du Travail entre 2001 et 2002.

## Biographie

### De l'université au ministère du Travail
En 1983 il intègre l'Institut supérieur des sciences du travail et de l'entreprise (ISCTE), où il obtient quatre ans plus tard une licence de sociologie.
Il complète sa formation par une maîtrise dans le même domaine en 1994, puis devient en 1995 conseiller politique du ministre socialiste de la Solidarité et de la Sécurité sociale Eduardo Ferro Rodrigues. À ce poste, il s'occupe principalement de la création du revenu minimum garanti (RMG), équivalent du revenu minimum d'insertion (RMI).

### Un jeune secrétaire d'État puis ministre
Avec le remaniement du 26 novembre 1997 est créé le ministère du Travail et de la Solidarité, dirigé par Ferro Rodrigues et au sein duquel Pedroso est promu secrétaire d'État, chargé de l'Emploi et de la Formation.
Lors des élections législatives du 10 octobre 1999, il est désigné candidat en huitième position sur la liste PS dans le district de Setúbal, emmenée par Jorge Coelho. Élu député à l'Assemblée de la République, il devient à la fin du mois secrétaire d'État, chargé du Travail et de la Solidarité auprès du ministère du même nom.
Le 11 mars 2001, son ministre de tutelle est muté au ministère de l'Équipement en remplacement de Coelho. Le Premier ministre António Guterres le choisit alors comme nouveau ministre du Travail et de la Solidarité. Âgé de seulement 35 ans, il est le benjamin du gouvernement. Après l'élection de Ferro Rodrigues comme secrétaire général du PS, il est nommé le 21 janvier 2002 porte-parole du parti.
À l'occasion des élections législatives anticipées du 17 mars 2002, il mène la liste socialiste dans le district de Setúbal. Sa liste remporte 39,3 % des voix, soit 7 députés sur 15, un recul de quatre points et un élu par rapport à 1999. Après le congrès socialiste de novembre suivant, il devient le numéro deux du parti, toujours dirigé par Eduardo Ferro Rodrigues.

### Le scandale de la Casa Pia
Sa fulgurante carrière politique connaît un coup d'arrêt lorsqu'il est mis en cause dans « l'affaire de la Casa Pia », un scandale pédophile impliquant alors plusieurs hautes personnalités et une institution publique renommée, la Casa Pia. Mis en examen, il suspend par deux fois l'exercice de son mandat parlementaire durant la législature.
Aux élections anticipées du 20 février 2005, il est placé en quatorzième place sur la liste du district de Setúbal, qui envoie quinze élus à l'Assemblée. Finalement innocenté, il fait son retour au Parlement en septembre 2008, à la faveur de la libération d'un mandat.

### 2009: les municipales et le retrait de la politique
En juin 2009, il annonce sa volonté d'être candidat aux élections municipales d'octobre à Almada, une grande ville dans son district électoral détenue par la Coalition démocratique unitaire (CDU). À ce titre, il décide de ne pas être candidat aux législatives programmées en septembre. Avec un score de 24,9 %, il remporte 3 des 11 sièges du conseil municipal et se classe deuxième, ce qui ne lui permet pas d'être désigné maire, mais prive de majorité absolue la CDU.
Tout en reprenant une activité professionnelle entre le monde des affaires et le monde universitaire, il siège jusqu'à la fin de son mandat en septembre 2013 et se retire de la vie politique.